# Hindal
Hindal (també Koysubu, del riu Avar Koysu) fou una regió d'Avaristan, al sud de Khunzakh. La ciutat de Gimry, lloc de naixement de l'imam Xamil, es troba en aquesta regió; just al nord del riu Avar Koysu hi ha també la ciutat de Khunzakh, que fou el centre del kanat Àvar.
Un beg amb seu a Harakan (Arghany) dirigia la regió amb autoritat sobre Gumbet. Al sud del territori hi havia la població de Girgil o Gergebil.